# Gulltoppr

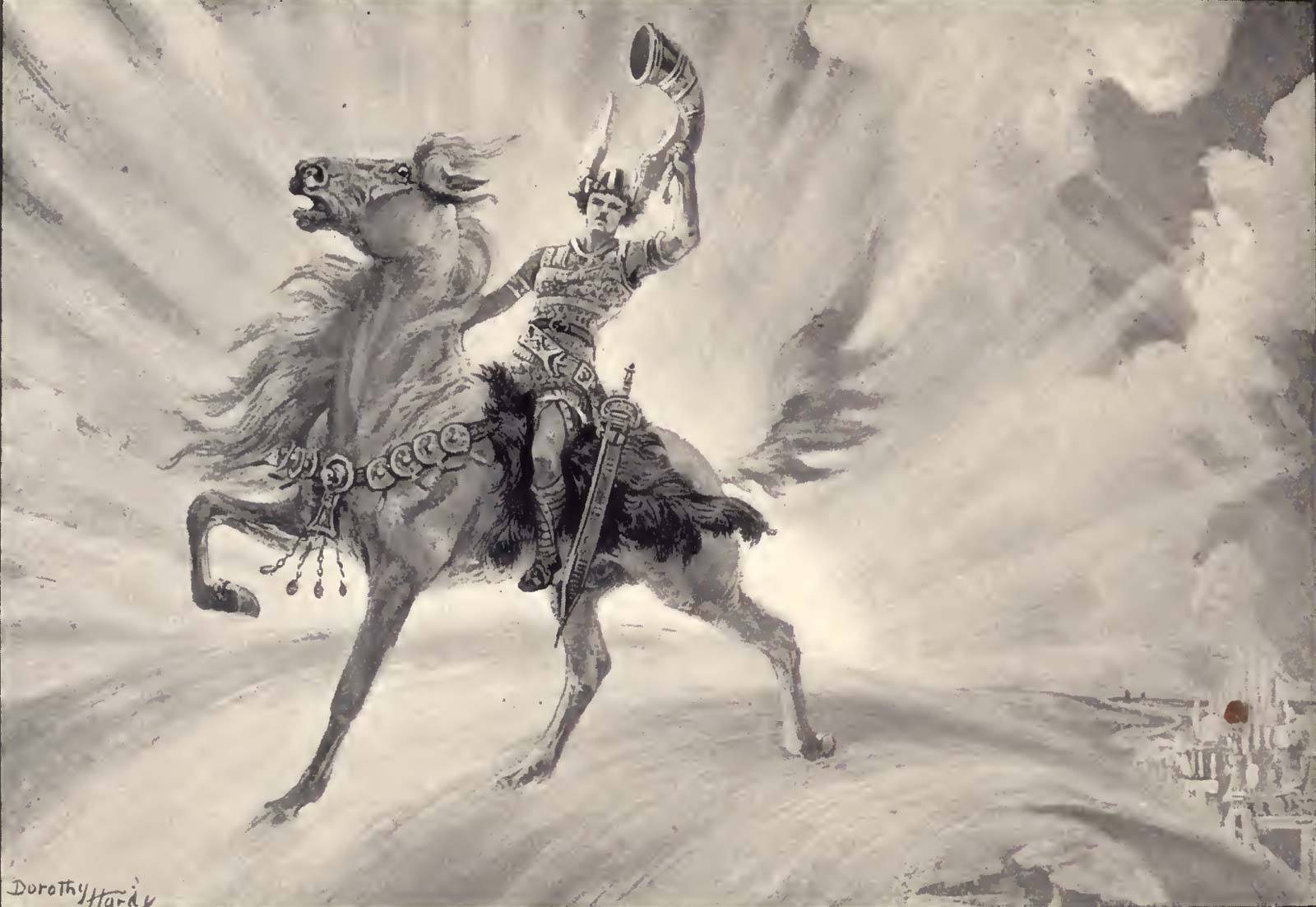
Heimdall op Gulltoppr, HA Guerber, Myths of the Norseman, 1908

Gulltoppr (Oudnoords voor "gouden top" of "gouden manen") is in de Noordse mythologie het paard van Heimdallr, de wachter der goden. Het paard, dat wordt genoemd in het lied van Grímnir in de Poëtische Edda alsook in de latere Proza-Edda, wordt beschreven als een prachtig en groots dier, een waardig rijdier voor zijn bijna goddelijke ruiter.
Er zouden slechts negen paarden in de godenwereld krachtiger zijn dan Gulltoppr; het sterkste en snelste paard is dat van de oppergod Odin: Sleipnir.